# Gangiri
Gangiri es una ciudad censal situada en el distrito de Aligarh en el estada de Uttar Pradesh (India). Su población es de 5576 habitantes (2011). 

## Demografía
Según el censo de 2011 la población de Gangiri era de 5576 habitantes, de los cuales 3023 eran hombres y 2553 eran mujeres. Gangiri tiene una tasa media de alfabetización del 62,35%, superior a la media estatal del 67,68%: la alfabetización masculina es del 68,95%, y la alfabetización femenina del 54,46%.